# Падневко

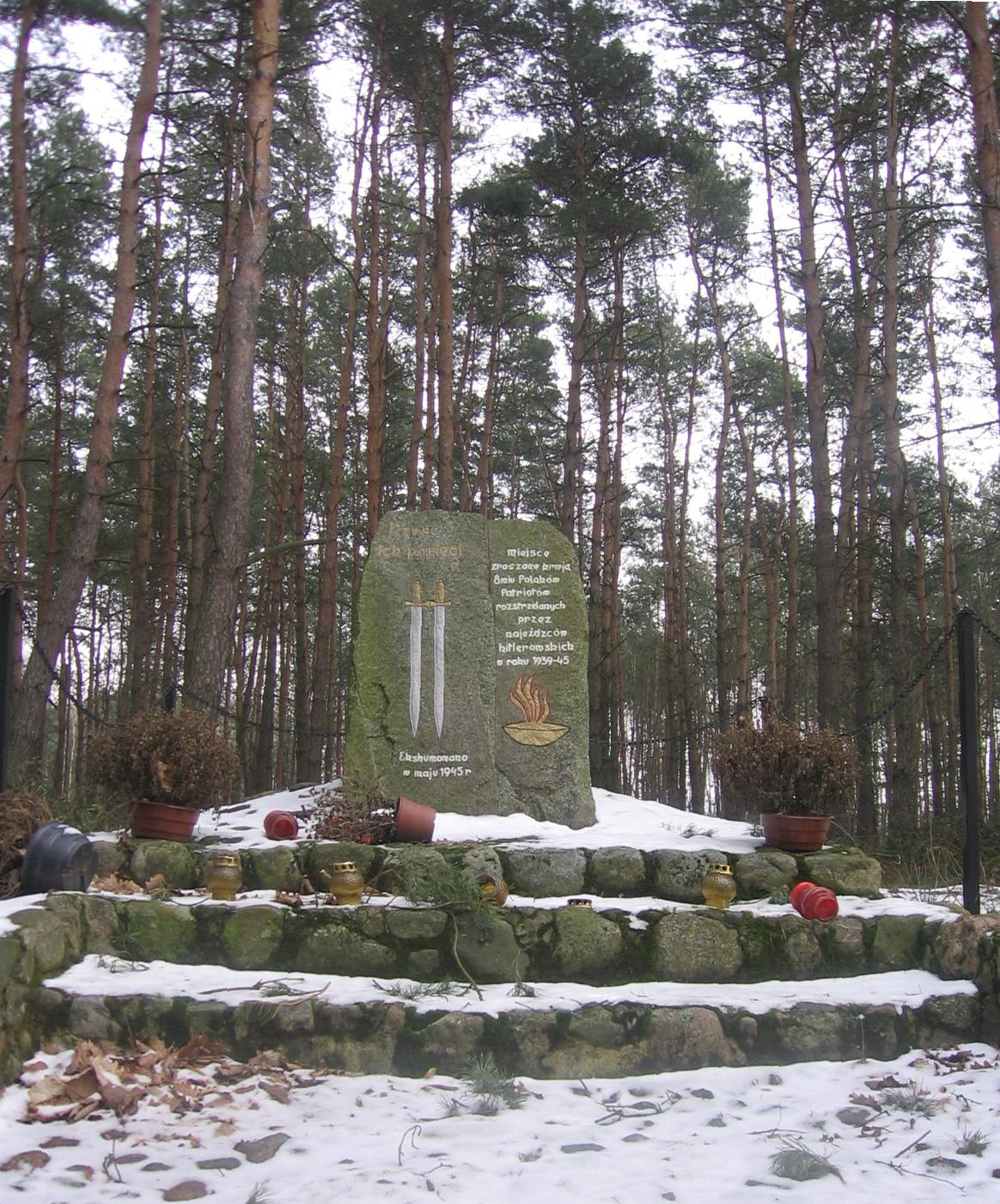
Памятник убитым полякам

Падневко (пол. Padniewko) — село, в гмине Могильно, Могиленского повята Куявско-Поморского воеводства Польши. Население 399 жителей (2006).
В селе имеется 82 дома, несколько мастерских и магазинов.

## История
Первое упоминание относится к XII веке. После разделов Польши село отошло к Пруссии. Село колонизовали немцы.
Во время Сентябрьской кампании польские власти заключили немецких граждан села. Поляки образовали милицию, которая 9 и 10 сентября обороняла село. Однако, немцы окончательно заняли село и начали репрессии, в том числе массовые убийства.